# Transición de derivación

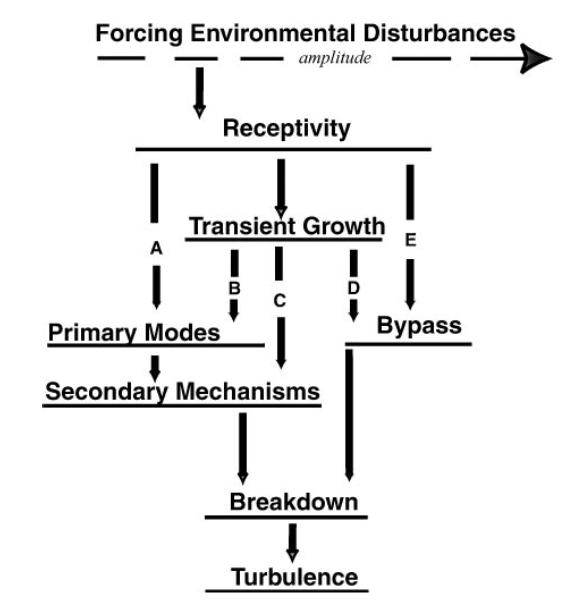
La trayectoria desde la receptividad hasta la transición laminar-turbulenta, según lo ilustrado por Morkovin, 1994.

Una transición de derivación es una transición de flujo laminar a turbulento en un flujo de fluido sobre una superficie. Se produce cuando una capa límite laminar pasa a ser turbulenta a través de algún modo secundario de inestabilidad, sin pasar por algunos de los eventos previos a la transición que suelen producirse en una transición laminar-turbulenta natural.

## Historia
El escenario de transición de derivación fue observado por primera vez experimentalmente por P. S. Klebanoff, durante sus experimentos con flujo turbulento elevado en corriente libre. Klebanoff identificó un aspecto importante de la transición de derivación. En un experimento con hilos calientes, estudió el flujo sobre una placa plana sometida a un nivel de turbulencia en la corriente libre del 0,3 %. A este nivel moderado de turbulencia en flujo libre, observó una señal de perturbación de la velocidad con una frecuencia inferior a 12 Hz, mucho menor que la frecuencia habitual de la onda de Tollmien-Schlichting. También observó fluctuaciones en el espesor de la capa límite, que no se producen en flujos en flujo libre con baja turbulencia.

## Estructuras de flujo pre-transicionales
En el flujo de transición en derivación, las estructuras de flujo pre-transicionales son diferentes de las del flujo libre con muy baja turbulencia. A través de diversos experimentos de laboratorio y estudios computacionales, se ha observado que las estructuras de flujo de baja frecuencia y estriadas en las capas límite laminares. Estas estructuras estriadas se denominan modos Klebanoff o modos K.